# Indolestes tenuissimus
Indolestes tenuissimus är en trollsländeart som först beskrevs av Tillyard 1906.  Indolestes tenuissimus ingår i släktet Indolestes och familjen glansflicksländor. Inga underarter finns listade i Catalogue of Life.